# Heinrich Rondi
Heinrich Rondi (Düsseldorf, 1877. június 19. – Düsseldorf, 1948. november 10.) az 1906-os nem hivatalos olimpiai játékokon aranyérmet nyert német kötélhúzó, illetve bronzérmet szerzett súlyemelő.

## Sportpályafutása
Az 1906. évi nyári olimpiai játékokon indult kötélhúzásban. Ebben a számban aranyérmes lett a német csapattal.
Súlyemelésben mindkét számban indult: egykaros és kétkaros súlyemelésben. Előbbiben hatodik helyezett, utóbbiban bronzérmes lett.
Részt vett még nehézsúlyú birkózásban is. Ebben negyedik lett.